# Next Generation ATP Finals 2017
Next Generation ATP Finals 2017 là giải đấu nam quần vợt được diễn ra ở Milan, Ý, từ ngày 7 đến ngày 11 tháng 11 năm 2017. Đây là sự kiện kết thúc mùa giải cho những vận động viên quần vợt đơn từ 21 tuổi trở xuống ở ATP World Tour 2017.

## Luật chơi
Một số thay đổi luật chơi sẽ được giới thiệu vào năm 2017 bao gồm tất cả năm set đấu,đầu tiên đến bốn games trong mỗi set, tất cả có 3 tie break, no-ad scoring (server's choice) và không cho phép. Ngoài ra, còn có các quy định sửa đổi về thời gian, trận đấu sẽ bắt đầu 5 phút khi tay vợt thứ 2 ra sân, đồng hồ sẽ đảm bảo quy tắc 25 giây, tối đa cho một thời gian cho y tế cho mỗi tay vợt, giới hạn khi nào huấn luyện viên có thể nói chuyện với người chơi và mọi người sẽ được phép di chuyển trong một trận đấu (ngoại trừ các đường cơ sở).
Vào tháng 9 năm 2017, ATP đã tuyên bố rằng sẽ không có giải đấu này. Các quan chức duy nhất trong sân sẽ là trọng tài và tất cả các cuộc gọi đường dây sẽ được thực hiện bởi Hawk-Eye.

## Vượt qua vòng loại
Alexander Zverev rút lui giải đấu, vì anh ấy sẽ thi đấu ATP World Tour Finals vào tuần sau
- Tay vợt có màu vàng đã vượt qua vòng loại.
- Tay vợt có màu vàng đậm đã vượt qua vòng loại nhưng đã rút lui.

| Bảng xếp hạng cuối cùng của Cuộc đua đến Milan (30 tháng 10 năm 2017) | Bảng xếp hạng cuối cùng của Cuộc đua đến Milan (30 tháng 10 năm 2017) | Bảng xếp hạng cuối cùng của Cuộc đua đến Milan (30 tháng 10 năm 2017) | Bảng xếp hạng cuối cùng của Cuộc đua đến Milan (30 tháng 10 năm 2017) | Bảng xếp hạng cuối cùng của Cuộc đua đến Milan (30 tháng 10 năm 2017) | Bảng xếp hạng cuối cùng của Cuộc đua đến Milan (30 tháng 10 năm 2017) | Bảng xếp hạng cuối cùng của Cuộc đua đến Milan (30 tháng 10 năm 2017) | Bảng xếp hạng cuối cùng của Cuộc đua đến Milan (30 tháng 10 năm 2017) |
| TT                                                                    | BXH ATP                                                               | Tay vợt                                                               | Điểm                                                                  | Thay đổi                                                              | Số giải đấu                                                           | Năm sinh                                                              |                                                                       |
| --------------------------------------------------------------------- | --------------------------------------------------------------------- | --------------------------------------------------------------------- | --------------------------------------------------------------------- | --------------------------------------------------------------------- | --------------------------------------------------------------------- | --------------------------------------------------------------------- | --------------------------------------------------------------------- |
| 1                                                                     | 4                                                                     | Alexander Zverev (GER)                                                | 4,490                                                                 | Giữ nguyên                                                            | 23                                                                    | 1997                                                                  |                                                                       |
| 2                                                                     | 35                                                                    | Andrey Rublev (RUS)                                                   | 1,219                                                                 | Giữ nguyên                                                            | 21                                                                    | 1997                                                                  |                                                                       |
| 3                                                                     | 44                                                                    | Karen Khachanov (RUS)                                                 | 1,045                                                                 | Giữ nguyên                                                            | 27                                                                    | 1996                                                                  |                                                                       |
| 4                                                                     | 49                                                                    | Denis Shapovalov (CAN)                                                | 971                                                                   | Giữ nguyên                                                            | 22                                                                    | 1999                                                                  |                                                                       |
| 5                                                                     | 51                                                                    | Borna Ćorić (CRO)                                                     | 931                                                                   | 1                                                                     | 27                                                                    | 1996                                                                  |                                                                       |
| 6                                                                     | 54                                                                    | Jared Donaldson (Hoa Kỳ)                                              | 890                                                                   | 1                                                                     | 27                                                                    | 1996                                                                  |                                                                       |
| 7                                                                     | 55                                                                    | Chung Hyeon (KOR)                                                     | 805                                                                   | 1                                                                     | 20                                                                    | 1996                                                                  |                                                                       |
| 8                                                                     | 63                                                                    | Daniil Medvedev (RUS)                                                 | 772                                                                   | 1                                                                     | 25                                                                    | 1996                                                                  |                                                                       |
| Tay vợt đặc cách người Ý                                              |                                                                       |                                                                       |                                                                       |                                                                       |                                                                       |                                                                       |                                                                       |
| 56                                                                    | 294                                                                   | Gianluigi Quinzi (ITA)                                                | 138                                                                   | 1                                                                     | 11                                                                    | 1996                                                                  |                                                                       |
| Thay thế                                                              |                                                                       |                                                                       |                                                                       |                                                                       |                                                                       |                                                                       |                                                                       |
| 9                                                                     | 78                                                                    | Frances Tiafoe (Hoa Kỳ)                                               | 662                                                                   | Giữ nguyên                                                            | 25                                                                    | 1998                                                                  |                                                                       |
| 10                                                                    | 89                                                                    | Stefanos Tsitsipas (GRE)                                              | 606                                                                   | Giữ nguyên                                                            | 30                                                                    | 1998                                                                  |                                                                       |

## Kết quả thi đấu

### Vòng bảng
| Bảng A           | Bảng B          |
| Andrey Rublev    | Karen Khachanov |
| Denis Shapovalov | Borna Ćorić     |
| Chung Hyeon      | Jared Donaldson |
| Gianluigi Quinzi | Daniil Medvedev |

### Trận đấu giao hữu
- 7 tháng 11 năm 2017:  Alexander Zverev (GER) đánh bại  Stefanos Tsitsipas (GRE), 4–2, 4–3(7–4)
- 11 tháng 11 năm 2017:  Daniil Medvedev đấu với  Ross Hutchins

### Tranh hạng ba
- 11 tháng 11 năm 2017:  Daniil Medvedev đánh bại  Borna Ćorić, w/o

### Chung kết
- 11 tháng 11 năm 2017:  Chung Hyeon đánh bại  Andrey Rublev

## Hạt giống
1. Andrey Rublev (Chung kết)
2. Karen Khachanov (Vòng bảng)
3. Denis Shapovalov (Vòng bảng)
4. Borna Ćorić (Bán kết, Hạng tư)
5. Jared Donaldson (Vòng bảng)
6. Chung Hyeon (Vô địch)
7. Daniil Medvedev (Bán kết, Hạng ba)
8. Gianluigi Quinzi (Vòng bảng)

## Kết quả

### Từ viết tắt
| - Q = Vòng loại - WC = Đặc cách - LL = Thua cuộc may mắn - Alt = Thay thế - SE = Miễn đặc biệt | - PR = Bảo toàn thứ hạng - w/o = Thắng nhờ đối thủ rút lui trước trận đấu - r = Bỏ cuộc giữa trận đấu - d = Bị xử thua - SR = Xếp hạng đặc biệt |

### Chung kết
|  | Bán kết | Bán kết         | Bán kết | Bán kết       | Bán kết | Bán kết | Bán kết |   |   | Chung kết   | Chung kết       | Chung kết   | Chung kết   | Chung kết   | Chung kết   | Chung kết   |  |
|  |         |                 |         |               |         |         |         |   |   |             |                 |             |             |             |             |             |  |
|  | 6       | Chung Hyeon     | 4       | 4             | 34      | 1       | 4       |   |   |             |                 |             |             |             |             |             |  |
|  | 6       | Chung Hyeon     | 4       | 4             | 34      | 1       | 4       |   |   |             |                 |             |             |             |             |             |  |
|  | 7       | Daniil Medvedev | 1       | 1             | 47      | 4       | 0       |   |   |             |                 |             |             |             |             |             |  |
|  | 7       | Daniil Medvedev | 1       | 1             | 47      | 4       | 0       |   | 6 | Chung Hyeon | 35              | 47          | 4           | 4           |             |             |  |
|  |         |                 |         |               |         |         |         |   | 6 | Chung Hyeon | 35              | 47          | 4           | 4           |             |             |  |
|  |         |                 | 1       | Andrey Rublev | 47      | 32      | 2       | 2 |   |             |                 |             |             |             |             |             |  |
|  | 4       | Borna Ćorić     | 1       | Andrey Rublev | 47      | 32      | 2       | 2 | 1 | 36          | 1               |             |             |             |             |             |  |
|  | 4       | Borna Ćorić     |         |               |         |         |         |   | 1 | 36          | 1               |             |             |             |             |             |  |
|  | 1       | Andrey Rublev   | 4       | 48            | 4       |         |         |   |   | Third place | Third place     | Third place | Third place | Third place | Third place | Third place |  |
|  | 1       | Andrey Rublev   | 4       | 48            | 4       |         |         |   |   |             |                 |             |             |             |             |             |  |
|  |         |                 |         |               |         |         |         |   |   |             |                 |             |             |             |             |             |  |
|  |         |                 |         |               |         |         |         |   |   | 7           | Daniil Medvedev | w/o         |             |             |             |             |  |
|  |         |                 |         |               |         |         |         |   |   | 7           | Daniil Medvedev | w/o         |             |             |             |             |  |
|  |         |                 |         |               |         |         |         |   |   | 4           | Borna Ćorić     |             |             |             |             |             |  |

### Bảng A
|   |                  | Rublev                                  | Shapovalov                              | Chung                             | Quinzi                            | RR W–L | Set W–L     | Game W–L      | Xếp hạng |
| 1 | Andrey Rublev    |                                         | 4–1, 3–4(8–10), 4–3(7–2), 0–4, 4–3(7–3) | 0–4, 1–4, 3–4(1–7)                | 1–4, 4–0, 4–3(7–3), 0–4, 4–3(7–3) | 2–1    | 6–7 (46.2%) | 32–41 (43.8%) | 2        |
| 3 | Denis Shapovalov | 1–4, 4–3(10–8), 3–4(2–7), 4–0, 3–4(3–7) |                                         | 4–1, 3–4(5–7), 3–4(4–7), 1–4      | 4–1, 4–1, 3–4(5–7), 4–3(7–5)      | 1–2    | 6–7 (46.2%) | 41–37 (52.6%) | 3        |
| 6 | Chung Hyeon      | 4–0, 4–1, 4–3(7–1)                      | 1–4, 4–3(7–5), 4–3(7–4), 4–1            |                                   | 1–4, 4–1, 4–2, 3–4(6–8), 4–3(7–3) | 3–0    | 9–3 (75.0%) | 41–29 (58.6%) | 1        |
| 8 | Gianluigi Quinzi | 4–1, 0–4, 3–4(3–7), 4–0, 3–4(3–7)       | 1–4, 1–4, 4–3(7–5), 3–4(5–7)            | 4–1, 1–4, 2–4, 4–3(8–6), 3–4(3–7) |                                   | 0–3    | 5–9 (35.7%) | 37–44 (45.7%) | 4        |

Tiêu chí xếp hạng: 1) Số trận thắng; 2) Số trận; 3) Đối với 2 tay vợt, kết quả đối đầu; 4) Đối với 3 tay vợt, tỉ lệ % set thắng, sau đó tỉ lệ % game thắng, cuối cùng kết quả đối đầu; 5) Xếp hạng ATP

### Bảng B
|   |                 | Khachanov                    | Ćorić                        | Donaldson                    | Medvedev                     | RR W–L | Set W–L     | Game W–L      | Standings |
| 2 | Karen Khachanov |                              | 4–3(7–3), 4–2, 2–4, 0–4, 2–4 | 4–1, 4–3(7–3), 4–2           | 4–2, 3–4(6–8), 3–4(3–7), 2–4 | 1–2    | 6–6 (50.0%) | 36–37 (49.3%) | 3         |
| 4 | Borna Ćorić     | 3–4(3–7), 2–4, 4–2, 4–0, 4–2 |                              | 4–3(7–2), 4–1, 4–3(7–4)      | 4–3(7–5), 2–4, 4–1, 4–2      | 3–0    | 9–3 (75.0%) | 43–29 (59.7%) | 1         |
| 5 | Jared Donaldson | 1–4, 3–4(3–7), 2–4           | 3–4(2–7), 1–4, 3–4(4–7)      |                              | 4–3(7–3), 2–4, 3–4(1–7), 0–4 | 0–3    | 1–9 (10.0%) | 22–39 (36.1%) | 4         |
| 7 | Daniil Medvedev | 2–4, 4–3(8–6), 4–3(7–3), 4–2 | 3–4(5–7), 4–2, 1–4, 2–4      | 3–4(3–7), 4–2, 4–3(7–1), 4–0 |                              | 2–1    | 7–5 (58.3%) | 39–35 (52.7%) | 2         |

Tiêu chí xếp hạng: 1) Số trận thắng; 2) Số trận; 3) Đối với 2 tay vợt, kết quả đối đầu; 4) Đối với 3 tay vợt, tỉ lệ % set thắng, sau đó tỉ lệ % game thắng, cuối cùng kết quả đối đầu; 5) Xếp hạng ATP